# Schweizerische Märchengesellschaft
Die Schweizerische Märchengesellschaft (SMG) hat sich im August 1993 als Sektion der Europäischen Märchengesellschaft (EMG) konstituiert. Sie ist ein Zusammenschluss von Menschen, die sich für Märchen und Volkserzählungen interessieren, mit dem Ziel, Märchenforschung sowie die Pflege und Verbreitung von Märchengut zu fördern.

## Organisation
Der Verein besteht aus dem sechsköpfigen Vorstand mit Präsidium sowie den Kommissionen Veranstaltungen, Kasse, Geschäftsstelle, Soziale Medien und Homepage. Zusätzlich unterstützt die Fachgruppe Wissenschaft die SMG. Die vielen Regionalvertretungen in den Kantonen stellen den Kontakt zu den 400 Mitgliedern her.
Die SMG ist mit der Europäischen Märchengesellschaft (EMG) assoziiert. Weitere Partnerschaften pflegt sie mit dem Verband Erzählerinnen und Erzähler e. V. (VEE), einem Zusammenschluss professioneller Erzähler der Bühnenkunst und des angewandten Erzählens in Deutschland, Österreich, der Schweiz, Luxemburg und Südtirol, sowie mit der European Fairy Tale Route (EFT) der internationalen, gemeinnützigen European Fairy Tale Route Association (Associazione Via Europea della Fiaba) mit Sitz in Collodi (Italien), einem Netzwerk kultureller Vereine, Stiftungen und Forschungszentren.

## Tätigkeiten
Die SMG ist ein kulturelles Forum, in dem die Pflege und Verbreitung des Märchengutes, die Förderung der Märchenforschung sowie die Förderung von Erzählenden der SMG Priorität besitzen. Das Erzählen von Märchen, Sagen und verwandten Erzählgattungen steht unter besonderer Berücksichtigung der Mundarten.
Dazu organisiert und bewirbt die SMG Erzähl-Events, Erzähl-Workshops, Vorträge, interdisziplinäre Tagungen, Kongresse und Seminare zum Erzählen und zur Erzählforschung. Ausserdem veröffentlicht sie Tonträger, die als CDs erhältlich sind. Diese enthalten Märchen verschiedener Kantone. Darauf sind bekannte, teils schon verstorbene Erzähler und Erzählerinnen zu hören.
Öffentliches und privates Erzählen wird gefördert durch ein gezieltes Angebot von Kursen unter qualifizierter Leitung von Fachpersonen aus den verschiedensten Richtungen. Eine durch die SMG gepflegte Erzählerkartei ist über die Website abrufbar.
Die SMG unterhält eine Märchenbibliothek in Thalwil und agiert selbst als Herausgeber von Broschüren und Büchern im Bereich der Märchen- und Erzählforschung.
Seit Januar 2024 produziert und veröffentlicht sie gemeinsam mit der EMG den Märchen-Podcast Vererbt. Vergöttert. Vergessen. Immaterielles Kulturgut Märchenerzählen.

## Logo
Das Logo mit der Vogelfrau haben EMG und SMG gemein, es unterscheidet sich nur in der Farbgebung. Während die EMG einen orangefarbenen Hintergrund hat, ist es bei der SMG die rote Farbe.
Entworfen wurde das Logo von Hugo Ritter, Professor für Design an der Trierer Werkschule. Seit 1980 ist es offizielles Signet der Europäischen Märchengesellschaft. Die stilisierte Vogelfrau basiert auf der griechischen Sirene, die aus Homers Odyssee bekannt ist. Die Vogelfrau-Sirene mit den eindeutigen, reinen Farben Weiss, Rot, Schwarz sowie dem klaren Linienstil entspricht dem Märcheninhalt (Kunde von dem Hintergrund der Welt) und dem Stil des europäischen Volksmärchens (Eindimensionalität, Flächenhaftigkeit, Isolation und Allverbundenheit, Welthaltigkeit und Sublimation). Der Vogelmensch (Sirene, Schwanenmädchen oder Tierbräutigam, Herr der Tiere) steht für den Zauberruf aus der eigentlichen, der umgekehrten, der jenseitigen, eben der wirklichen Märchenwelt. Somit erinnert das Logo symbolisch an die Tradition des Märchens und des mündlichen Erzählens.

## Publikationen (Auswahl)
Podcast
- Vererbt. Vergöttert. Vergessen. Immaterielles Kulturgut Märchenerzählen, seit 01/2024.

Bücher/Broschüren
- Elisa Hilty: Mit Wolf und Geiss um die ganze Welt. Bd. 13. SMG, Zürich 2018, ISBN 978-3-9524926-0-4 (Inhaltsverzeichnis).
- Barbara Gobrecht (Hrsg.): Märchen vom Wasser – Märchen am Wasser. Bd. 12. SMG, Zürich 2016, ISBN 978-3-9522129-9-7.
- Christine Altmann-Glaser: Es war einmal – Es war keinmal – Es wird immer so sein. Märchendeutungen aus tiefenpsychologischer Sicht. Bd. 11. SMG, Zürich 2013, ISBN 978-3-9522129-9-8.
- Angela Teufer (Hrsg.): Frauenkraft, die bewegt – nicht nur in Märchen, Mythen und Sagen. Bd. 10 (6. Interdisziplinäres Symposium der SMG). SMG, Reinach 2009, ISBN 978-3-9522129-8-1.
- Angela Teufer (Hrsg.): Hanna Brack. Lebensweisheit und Wahrheitsgehalt im Märchen. Bd. 9. SMG, Reinach 2008, ISBN 978-3-9522129-7-4.
- Barbara Gobrecht (Hrsg.): Märchenreise nach Griechenland. Bd. 8 (= Öffentliche Vorlesungen an der Hochschule St. Gallen im Sommersemester 2007). SMG, Reinach 2007, ISBN 978-3-9522129-6-7.
- Christine Altmann-Glaser (Hrsg.): Das Geheimnis der Patin. Marienkind – Die grüne Jungfer – Bei der schwarzen Frau. Bd. 7 (5. Interdisziplinäres Symposion der SMG 2007). SMG, Feldmeilen 2007, ISBN 978-3-9522129-5-0.
- Katalin Horn, Barbara Gobrecht: Der Morgentraum erzählt dir Märchen. Überlieferte Motive in der Dichtung und Sprache des 20. Jahrhunderts. Bd. 6. SMG, Winterthur 2004, ISBN 3-9522129-4-6.
- Christine Altmann-Glaser (Hrsg.): Der Kupfer Silber Gold – Sonne Mond Sterne. Bd. 5 (4. Interdisziplinäres Symposion der SMG). SMG, Winterthur 2004, ISBN 3-9522129-3-8.
- Marie Anna Balmer-Aebi (Hrsg.): Bibel und Märchen. Bd. 4 (Wochenend-Tagung der SMG, 27. – 28. Oktober 2001). SMG, Winterthur 2002, ISBN 3-9522442-0-1.
- Barbara Gobrecht (Hrsg.): Vom Schicksalsfaden zum Sternenkleid. Kleider und Textilien im Märchen. Bd. 3 (Wochenend-Tagung der SMG, 24. – 25. August 2002). SMG, Winterthur 2002, ISBN 3-9522129-2-X.
- Barbara Gobrecht (Hrsg.): Tierbräutigam und Tierbraut im Märchen. Bd. 2 (3. Interdisziplinäres Symposion der SMG, Maloja, 22. – 24. Juni 2001). SMG, Winterthur 2001, ISBN 3-9522129-1-1.
- Barbara Gobrecht (Hrsg.): Kunstmärchen – Volksmärchen. Bd. 1 (Herbsttagung der SMG, St. Gallen, 2. – 3. September 2000). SMG, Winterthur 2000, ISBN 3-9522129-0-3.

CDs
- Die schönsten Schweizer Sagen und Märchen. Laufzeit: 151 Minuten. ISBN 978-3-905768-11-4.
- Die schönsten Schweizer Sagen und Märchen: Graubünden. Laufzeit: 75 Minuten. ISBN 978-3-905768-04-6.